# Else Schmieden

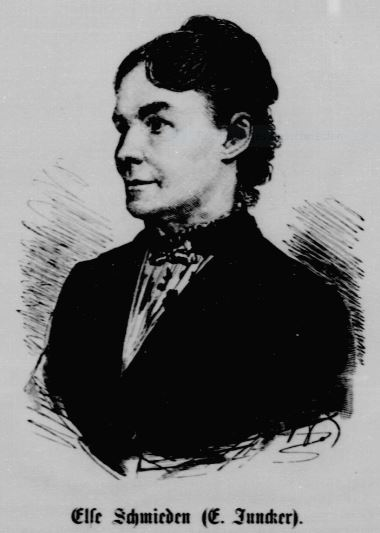
Else Schmieden

Else Schmieden, geborene Kobert (* 6. November 1841 in Berlin; † 8. August 1896 ebenda) war eine deutsche Schriftstellerin, die unter dem Pseudonym E. Juncker veröffentlichte.

## Leben
Ihre Jugend verbrachte sie auf dem Rittergut ihrer Eltern in der Uckermark. Sie besuchte in Berlin die Wangenheimsche höhere Töchterschule und heiratete 1860 den Juristen H. Schmieden. Sie folgte ihrem Mann auf seine verschiedenen Stellen u. a. nach Sorau, 1867–1876 nach Posen, danach lebte sie in Berlin, wo sie 1896 einen Schlaganfall erlitt, an dessen Folgen sie verstorben ist.

## Werke
- Lebensräthsel. Roman. 2 Bände. Janke, Berlin 1878. (Digitalisat Theil 1), (Theil 2)
- Was die Sterne lehren. Janke, Berlin 1879.
- Im Zenith. Janke, Berlin 1880.
- Schleier der Maja. Roman, 4 Bände. Paetel, Berlin 1882.
- Höhere Harmonie. Janke, Berlin 1884.
- Ihr Roman. Janke, Berlin 1885.
- Werner Eltze. Roman. 3 Bände. Janke, Berlin 1887.
- Der Verlobungstag und andere Novellen. Paetel, Berlin 1888.
- Im Schatten des Todes. Roman. Janke, Berlin 1889.
- Im zweiten Rang und andere Erzählungen. Janke, Berlin 1891.
- Götterlose Zeiten. 3 Bände. Janke, Berlin 1893.
- Die Klosterschülerin und andere Erzählungen. Janke, Berlin 1894.
- Frühlingsstürme. Roman. 2 Bände. Janke Berlin 1895.
- Unter Kosaken. Janke, Berlin 1896.